# Hialuronidază

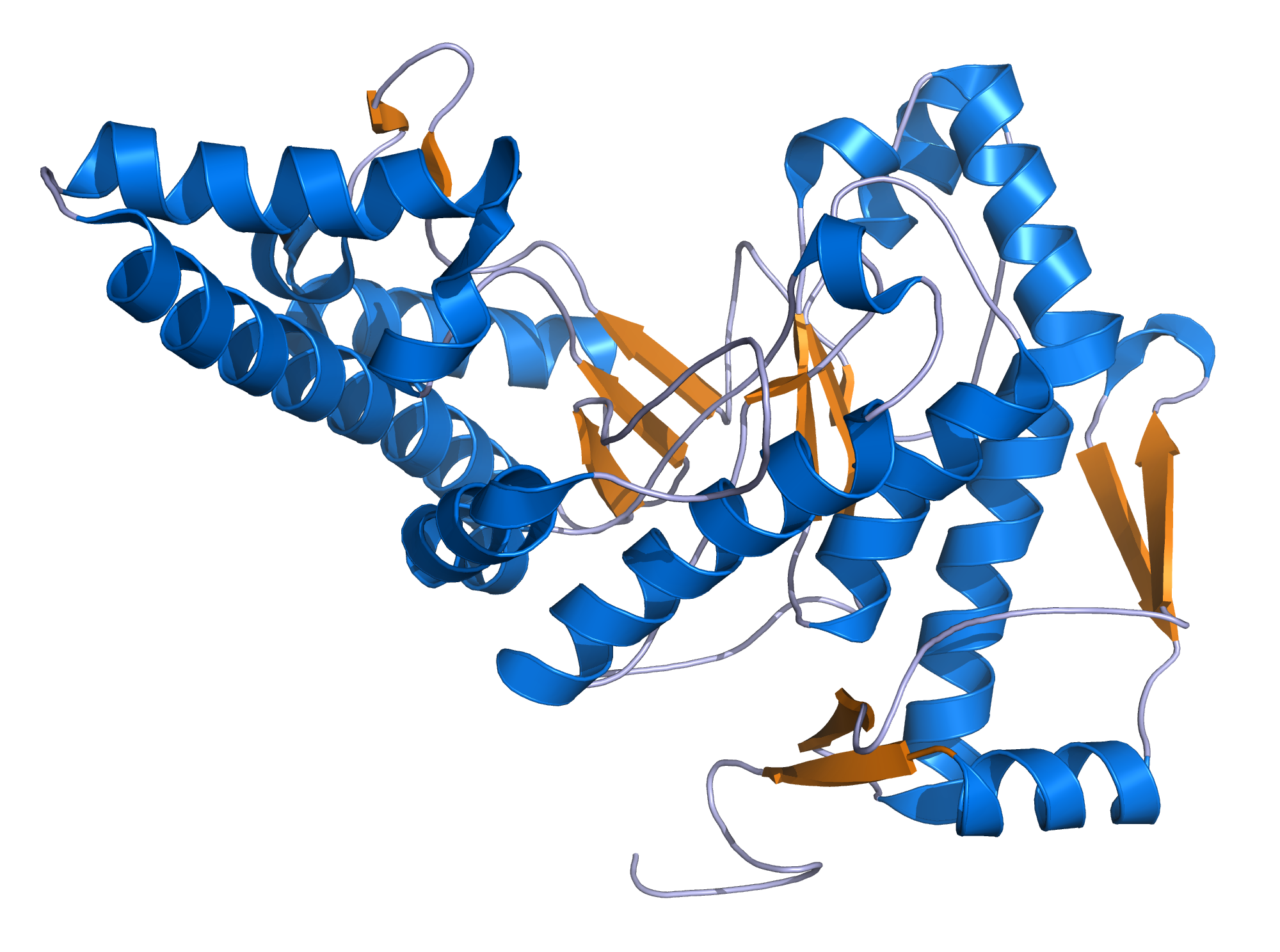
Structura moleculară a enzimei

Hialuronidazele alcătuiesc o familie de enzime care sunt implicate în catalizarea reacțiilor de degradare a acidului hialuronic (AH). Există trei clase principale de hialuronidaze, mai exact: două clase de endoglicozidaze de tip hidrolază de la speciile eucariote și o clasă de glicozidaze de tip liază de la speciile de procariote.
La om, există 5 hialuronidaze funcționale: HYAL1, HYAL2, HYAL3, HYAL4 și HYAL5 (cunoscută și ca SPAM1 sau PH-20); există și o pseudogenă, HYAL6 (denumită și HYALP1). Genele care codifică HYAL1-3 se află pe cromozomul 3, în timp ce genele pentru HYAL4-6 se află pe cromozomul 7. HYAL1 și HYAL2 sunt enzimele reprezentate majoritar la nivel tisular. HYAL2 legată de GPI este responsabilă de clivarea AH cu greutate moleculară mare, majoritar legat de receptorul CD44. Fragmentele rezultate prin hidroliza AH prezintă lungimi variabile și sunt ulterior hidrolizate de către HYAL1, după internalizarea la nivelul endo-lizozomilor; se obțin astfel oligozaharide ale AH.